# Tremas
Tremas is een bestuurslaag in het regentschap Pacitan van de provincie Oost-Java, Indonesië. Tremas telt 2953 inwoners (volkstelling 2010).